# Barbara Cassin
Barbara Cassin (Boulogne-Billancourt, 24 d'octubre de 1947) és una filòloga, hel·lenista i filòsofa francesa, especialista en els filòsofs grecs i en la retòrica de la modernitat.
Directora d'investigació al Centre Nacional de la Recerca Científica de França (CNRS, del francès Centre national de la recherche scientifique) traductora, i directora de col·leccions dedicades a la filosofia, emprèn l'any 2006 la direcció del centre Léon-Robin i després, l'any 2010, la presidència del Col·legi internacional de filosofia, al mateix temps que dirigeix la revista Rue Descartes per a la UNESCO.
És elegida membre de l'Acadèmia francesa el 3 de maig de 2018, esdevenint la novena dona acadèmica, i la cinquena, a aquesta data, de l'efectiu femení actual.

## Família
És vídua d'Étienne Legendre, notari creador d'un centre d'hípica. Té dos fills.
Després dels estudis secundaris a l'Institut Jean-de-La-Fontaine de París, entra en el primer curs que prepara l'oposició per a ingressar a l'Escola Normal Superior dins l'Institut Pasteur de Neuilly-sur-Seine, on és l'alumne del poeta i filòsof Michel Deguy; a continuació el segon curs el fa a l'Institut Fénelon, però no supera el concurs d'entrada a l'Escola Normal Superior de París. A més, assisteix a l'Institut Condorcet als cursos de Jean Beaufret, un amic de Martin Heidegger. L'any 1968, presenta a la Sorbona, sota la direcció de Ferdinand Alquié, una memòria de mestratge en filosofia, en la qual aborda els fonaments lògics de l'ontologia a través de la correspondència sobre aquest assumpte de Leibniz i d'Arnauld. Apassionada pel pensament de Heidegger, va a trobar-lo al Seminari del Thor, en el qual participa, tenint lloc la segona setmana de setembre de 1969 a casa de René Char, figura exemplar de l'intel·lectual resistent.
Al mateix temps que continua els seus estudis a la universitat reestructurada després del Maig del 68, treballa ocasionalment com a traductora. Gallimard li demana de manera molt especial participar en la traducció de la Crisi de la cultura: vuit exercicis de pensament polític de Hannah Arendt, on l'autora interroga el que han esdevingut la tradició, la història, la llibertat, la veritat, la política, l'educació en una modernitat on el discurs no es fonamenta ja sobre l'autoritat. L'operació és renovada dos anys més tard per a Vides polítiques de la mateixa autora, on és evocat el passat nazi d'Heidegger. S'inscriu l'any 1971 als seminaris del centre Léon-Robin de la Sorbona i del Centre d'investigacions filològiques de la Universitat de Lille III. És encarregada de curs a la Universitat Sant Denis, tot preparant el seu doctorat en filosofia, que obté l'any 1974 amb una tesi sobre el tractat pseudo-aristotèlic Sobre Melissus, Xenophanes i Gòrgias. Publica la seva tesi sota el títol Si Parmènides.

## Professora de filosofia (1974-1984)
De 1974 a 1976, es prepara per a obtenir el Certificat d'aptitud per al professorat d'ensenyament secundari (CAPES), i s'assegura una vacant de pedagoga per a adolescents psicòtics a l'hospital de dia Étienne-Marcel, a París, on Françoise Dolto supervisa des de fa deu anys la cura dels més petits. El psicoanalista Jacques-Alain Miller va confiar-li de 1975 a 1979 l'encàrrec d'un curs del Departament de psicoanàlisi de la Universitat de Vincennes a Sant-Denis. Mentrestant, gràcies a dues beques de l'Oficina alemanya d'intercanvis universitaris, estudia l'any 1976 a la Universitat de Fribourg, on havia ensenyat Martin Heidegger, i a continuació, l'any 1978, a la Universitat de Heidelberg.

## Investigadora al Centre Lleó-Robin i al Col·legi Internacional de Filosofia (1984-1992)
El setembre 1984, organitza amb Monique Canto el col·loqui Què és la sofística? al Centre cultural internacional de Cerisy-la-Salle. Simultàniament la seva pertinença al Centre Leon-Robin és ratificada per un reclutament al CNRS. D'ara endavant està vinculada a la recerca, adscrita a la unitat mixta d'investigació (UMR) 8061, i treballa amb Pierre Aubenque. Esdevé directora d'investigació l'any 1996 i empren la direcció del centre l'any 2006.
Paral·lelament, aquest mateix any 1984, s'encarrega d'un dels seminaris del Col·legi internacional de filosofia, on esdevé directora d'investigació de 1988 a 1992 i forma part del consell de 1990 a 1993. Repetidament, col·labora amb Michel Narcy. Junts, tradueixen i editen l'any 1989 la Metafísica d'Aristòtil.
L'any 1990, Eric Alliez i la revista 34 Letras, lligada a Gilles Deleuze i Félix Guattari, li demanen preparar la fundació, a Sao Paulo, de l'editorial Editora 34. Del 10 al 13 d'octubre del mateix any reuneix a la Sorbona, per a un col·loqui titulat Les estratègies contemporànies d'apropiació de l'antiguitat, a Elizabeth Anscombe, Pierre Aubenque, Jacques Brunschwig, Gilles Deleuze, Jacques Derrida, Umberto Eco, Paul Ricœur, entre d'altres, al voltant d'un qüestionament, que és el seu, sobre les relacions entre el pensament antic i el món contemporani, la persistència d'aquell en aquest.
El mateix any 1990, es compromet al projecte de construcció d'una filosofia europea participant sota la direcció de Pierre Nora a la Llibreria europea de les idees del Centre nacional del llibre. L'any 1991, inicia amb Alain Badiou a les edicions Seuil una sèrie de publicacions bilingües d'obres filosòfiques en el si de la col·lecció Points-Essais. L'any següent, François Wahl, que es retira, confia a aquesta codirecció la col·lecció L'Ordre philosophique, que havia fundat vint-i-cinc anys abans amb Paul Ricœur.

## Pluralitat cultural i modernitat de la sofística (1993-2001)
De 1993 a 2000, coordina, en el CNRS, un centenar d'investigadors que es proposen elaborar un diccionari que defineixi les variacions semàntiques dels conceptes filosòfics a través dels seus usos a diferents llengües i diferents contextos. Aquest treball va desembocar l'any 2004 en la publicació del Vocabulari europeu de les filosofies.
L'any 1994, llegeix, a la Universitat París-IV, una tesi d'Estat sota la direcció de Pierre Aubenque. Aquesta tesi, a la qual Si Parmènides va servir de prolegòmens, és publicada amb el títol L'Effet sophistique (L'efecte sofístic) per Éditions Gallimard. A més d'una confrontació entre autors de l'Antiguitat (Homer, Parmènides, Gòrgies, Antifont, Aristòtil) i dels pensadors contemporanis (Frege, Heidegger, Arendt, Lacan, Perelman, Habermas), l'obra ofereix molts documents, la traducció dels quals en certs casos és parcialment inèdita en francès (el Tractat del no-ser de Gòrgies i el seu Elogi d'Hélène en la seva integritat, les Tetralogies de Antiphon o encara el tractat Sobre la manera d'escriure la història de Llucià de Samòsata).
Després de l'abolició de l'apartheid, participa en la fundació, a la Universitat del Cap, d'una escola de retòrica que ha esdevingut l'Associació de retòrica i de comunicació de Sud-àfrica (ARCSA), amb Philippe-Joseph Salazar, membre del Col·legi internacional de filosofia, autor d'una tesi que havia estat censurada deu anys abans pel govern de Sud-àfrica. Bàrbara Cassin n'és la vicepresidenta i una de les corresponsals per a França.
A partir de 1995, es representant electa del Comitè nacional del CNRS.

## Quines formes de discurs per a quin món? (2002-2006)
De 2002 a 2006, el CNRS li confia la direcció d'un Projecte internacional de cooperació científica amb Sud-àfrica titulat «Retòriques i democràcies». Com a conseqüència d'això, l'Institut Max Planck li encarrega definir el programa de filosofia que la Comissió Europea ha decidit de posar en línia sobre el lloc European Cultural Heritage on line (ECHO). El seu equip, en col·laboració amb les editorials Robert y Seuil, fa la maqueta de la futura versión en línea del Vocabulaire européen des philosophies.

## Desafiaments polítics al voltant de la llengua (2007-2010)
De 2007 a 2009, el CNRS li confia una segona missió de cooperació internacional, titulada «Traduccions creuades / tradicions creuades», amb objectiu de conduir amb Ucraïna un estudi crític de la influència de la llengua en les concepcions filosòfiques.
El maig de 2007, a conseqüència del refús de l'editorial Seuil de publicar Le Perçu de François Wahl, Barbara Cassin y Alain Badiou dimiteixen. El septembre, funden una col·lecció a l'editorial Fayard, Ouvertures, amb la finalitat de reivindicar i de «délimiter la philosophie en explorant ses bords». En aquesta col·lecció editen la summa fenomenològica rebutjada per Seuil.
L'any 2008 entra al consell d'administració del Col·legi internacional de filosofia, del qual presidia el consell científic des de 2003, i participa a la cooperació entre l'Institut de les ciències humanes i socials del CNRS i la Universitat de Nova York en l'estudi titulat «Transicions, translacions, sostenibilitat».]
El 2009, el CNRS li confia la responsabilitat d'un grup de recerca internacional que porta el nom de Philosopher en langues. Comparatisme et traduction (Filosofar en llengües. Comparativisme y traducció). La UNESCO li encarrega organitzar una «xarxa de dones filòsofes», així com la seva revista Revue des femmes-philosophes.
L'articulació entre els desafiaments polítics i les llengües és un dels grans eixos dels seus treballs, Es mostra crítica respecte de llengües com el globish (versió simplificada del anglès) que ella qualifica de «repel·lent de la traducció», o l'esperanto. Per exemple, sobre l'esperanto, a Plus d'une langue, (Bayard, 2012), escriu: «No, la llengua no es redueix pas a un càlcul, i l'esperanto no funciona, perquè és artificial, insuficient, sense gruix d'història ni de significant, sense autors i sense obres… L'esperanto, tan mort com una llengua morta, no és la llengua materna de ningú.»
L'any 2011 forma part del comitè dels fundadors de l'Institut de psicoanàlisi de l'hospital Santa Anna de París, el cap de servei del qual és la lacaniana Françoise Gorog que pren la direcció, i entra al consell científic del Labex TransferS, centre derivat del CNRS, de l'Escola Normal Superior de París i del Collège de France, dedicata a la promoció i l'estudi dels intercanvis culturals, especialment de la informàtica, on s'encarrega de tres programes d'investigació.
El 2012 crea la col·lecció Simul a l'Autentica Editora de Sao Paulo i forma part de la direcció.
Després de l'exposició al Museu de les Civilitzacions d'Europa i de la Mediterrània (MUCEM) de Marsella (desembre 2016 - març de 2017) del qual era la comissària, crea i presideix l'any 2017 l'associació Maisons de la Sagesse - Traduir, que pretén constituir una xarxa de llocs i d'accions, centrada al voltant de la traducció com un saber fer amb les diferències. Les dues primeres implantacions són a Marsella i a Aubervilliers
El 3 de maig de 2018 és elegida membre de l'Acadèmia Francesa per a ocupa la butaca que abans d'ella havia ocupatocupada per Philippe Beaussant. Xavier Darco va llirar-li la seva espasa en el Museu del Louvre, el 15 d'octubre de 2019, i la mateixa setmana va ser rebuda oficialment sota la cúpula de l'Institut de França, per Jean-Luc Marion.

## Distincions
- 1990: Ciutadana d'honor de la ciutat de São Paulo per al recull dels seus articles traduïts al portugués Ensaios sofisticos.[26]
- 2012: Gran premi de filosofia de l'Acadèmia francesa per al conjunt de l'obra.[27]
- 2018: Medalla d'or del CNRS.[28]

- És nomenada cavaller de la Legió d'Honor l'11 de juliol de 2014.
- Oficial de l'ordre nacional del Mérit, el 29 mai 2019.

## Obra
- Si Parménide. Le traité anonyme De Melisso Xenophane Gorgia. Édition critique et commentaire, in J. Bollack, Cahiers de philologie, IV, PUL, Lilla, 1980, 646 p. ISBN 2-85939-151-7
- L'Effet sophistique, coll. « NRF essais », Gallimard, 1995 ISBN 9782070730230
- Aristote et le logos : contes de la phénoménologie ordinaire, PUF, 1997, (sommaire et quatrième de couverture[Enllaç no actiu])
- Parménide, Sur la nature ou sur l'étant. Le grec, langue de l'être?, coll. « Points-bilingues », Le Seuil, 1998
- Voir Hélène en toute femme : d'Homère à Lacan, Les Empêcheurs de penser en rond, 2000
- Google-moi : la deuxième mission de l'Amérique, Albin Michel, 2006
- Avec le plus petit et le plus inapparent des corps, coll. Ouvertures, Fayard, 2007
- Jacques le Sophiste. Lacan, logos et psychanalyse, EPEL, 2012 ISBN 978-2-35427-025-4
- Plus d'une langue, coll. Les petites conférences, Bayard, 2012 ISBN 9782227483552
- La Nostalgie. Quand donc est-on chez soi ? Ulysse, Énée, Arendt, Autrement, 2013
- L'Archipel des idées de Barbara Cassin, coll. « L'archipel des idées », MSH, 2014, 180 p. ISBN 978-2-7351-1699-7
- Derrière les grilles : sortons du tout-évaluation, Mille et une nuits, 2014
- Sophistical Practice. Toward a Consistent Relativism, Fordham University Press, Bronx, 2014, 384 p. ISBN 978-0-82325638-9
- Éloge de la traduction. Compliquer l'universel, Fayard, 2016 ISBN 978-2-213-70077-9
- Quand dire, c'est vraiment faire: Homère, Gorgias et le peuple arc-en ciel, Fayard, 2018 ,ISBN 978-2213711614

Co-autora
- N. Loraux & C. Peschanski, Gregos, Barbaros, Estrangeiros. A cidade e seus outros, Editora 34, Rio de Janeiro, 1993.
- G. Schröder, Anamorphosen der Rhetorik. Die Wahrheitspiele der Renaissance, Fink, Paderborn, 1997.
- E. Alliez, Metamorphosen der Zeit, Fink, Paderborn, 1999.
- M. Matieu, Sous X, Actes Sud, Arle, 2003.
- D. Cohen-Levinas, Vocabulaires de la voix, L'Harmattan, París, 2009.
- R. Gori et Ch. Laval, L'Appel des appels - Pour une insurrection des consciences, París, Mille et une nuits, coll. « Essai », 2009.
- A. Badiou Heidegger. Le nazisme, les femmes, la philosophie., coll. Ouvertures, Fayard, París, 2010.
- A. Badiou, Il n'y a pas de rapport sexuel : deux leçons sur "L'étourdit" de Lacan, coll. Ouvertures, Fayard, París, 2010
- F. Stein, Portraits de l'exil. Paris-New York, dans le sillage d'Hannah Arendt, Arcadia, París, 2011.
- C. Lévy, Genèses de l'acte de parole dans le monde grec, romain et médiéval, Turnhout, Brépols, 2012.raduccions

- Aristòtil, Sobre Melissus, Xénophane i Gòrgies, in Si Parmènides, op. cit. supra, 1980.
- Parmènides, Sobre la naturalesa o sobre el que és, Seuil, París, 1998.

- Aristote, Métaphysique IV, in La Décision du sens, supra, 1989.
- J. Lukasiewicz, Le principe de contradiction chez Aristote, in Rue Descartes, p. 9-32, Albin Michel, Paris, 1991.
- R. Broxton Onians avec A. Debru, Les Origines de la pensée européenne, coll. « L'ordre philosophique », Seuil, Paris, 1999.

### Altres traduccions col·lectives
- Hannah Arendt, dir. P. Lévy, La Crisi de la cultura, Gallimard, París, 1972[nb 1]
- Hannah. Arendt, Vides polítiques, Gallimard, París, 1974
- Peter Szondi, dir J. Bollack, Poésie et poétique de l'idéalisme allemand, Minuit, Paris, 1975
- Dir A. Soulez, Manifest del Cercle de Viena i altres escrits, PUF, París, 1985.
- Amb F. Santoro, A. Vieira, Sermão de Nossa Senhora do Ó[29], inèdit.

## Història sofistica de la filosofia
| « | Je propose d'appeler Histoire sophistique de la philosophie celle qui rapporte les positions, non pas à l'unicité de la vérité, qu'elle soit éternelle ou progressivement constituée en mode hégelien (la vérité comme telos, dans un temps orienté, ou “comme si” orienté), mais celle qui les rapporte aux instantanés du kairos, occasion, opportunité, grâce à des mêkhanai, procédés, ruses, machines, permettant de happer le kairos par son toupet · . | » |

## Logologie
Terme represos de Novalis, la logologie nomena la teoria sofistica on dir-ho efectua el món (amb, sobretot, Gòrgies al Tractat del no-ser), per oposició (i com conseqüència empesa del Poema de Parmènides) a l'ontologia..

## El bàrbar és al cor de la llengua
| « | Nous barbarisons quand nous refusons ce qui constitue l’autre comme autre (…) | » |

La banalització del mal passa, a més de la designació de l'estranger com bàrbar, per la pretensió a la universalitat d'una llengua, una nova parla, que, reduïda a un sistema de comunicació, denega a cada llengua materna el que té de intraduible, en particular el seu aspecte performatif en el que aquest té de fundador per a una civilització. La defensa de la diversitat de les llengües, en particular enfront del globish i la googlisation del pensament, és un baluard contra la barbarie.